# Spårvidd 1217 mm
1217 mm motsvarar 4,1 svenska fot och var en omvandling till svenska enheter av den engelska spårvidden 1219 mm, 4 engelska fot. Skillnaden var betydelselös och man kunde köpa lok från England.

## Svenska järnvägar med 1217 mm spårvidd
| Lands- del | Län             | Kommun                               | Bansträckning          | Spår- vidd | S p å r | Längd km | Bevåg med | Kon- cession år-m-d | från år-m-d | till år-m-d | revs | Sällskap                                       | Anmärkning / Källa                                                                |
| Götaland   | Västra Götaland | Borås Herrljunga                     | Borås - Herrljunga     | 1217       | 1       | 41,7     | ånga      | 1861-11-15          | 1863-07-30  |             |      | Borås-Herrljunga Järnväg (BHJ)                 | Breddning till normalspår 1898-99                                                 |
| Götaland   | Västra Götaland | Uddevalla Vänersborg Vara Herrljunga | Uddevalla - Herrljunga | 1217       | 1       | 92       | ånga      |                     | 1866-10-17  |             |      | Uddevalla-Vänersborg-Herrljunga Järnväg (UVHJ) | Breddning till normalspår 1899, Elektrifierad år 1949                             |
| Norrland   | Gävleborg       | Hudiksvall                           | Hudiksvall - Näsviken  | 1217       | 1       | 16       | ånga      | 1858-05-01          | 1860-07-16  |             |      | Hudiksvalls Järnväg (HJ)                       | Breddning till normalspår 1887                                                    |
| Norrland   | Gävleborg       | Söderhamn                            | Söderhamn - Bergvik    | 1217       | 1       | 15       | ånga      | 1858-09-17          | 1861-09-09  |             |      | Söderhamns Järnväg                             | Breddning till normalspår 1886, Elektrifierad år 1953, Kraftigt renoverad år 2018 |

Samtliga banor byggdes om till normalspår under 1800-talet. Hudiksvalls Järnväg användes begränsat till normalspårsbygget och har lagts ned, medan övriga järnvägar i listan nästan helt bevarades i normalspårsformat även om vissa kurvor fick byggas om, och de har fortfarande trafik på 2000-talet.
En bana med nästan samma spårvidd, 1188 mm, var Engelsberg–Norbergs Järnväg. Skillnaden 29 mm gör att det är möjligt men inte så lyckat att flytta fordon mellan linjerna. Det var den första järnvägen där provdrift med ånglok ("Förstlingen") gjordes 1853. Denna spårvidd var unik i Sverige och banan byggdes om till normalspår 1876.